# Cardiomiopatia dilatativa
La cardiomiopatia dilatativa (detta anche miocardiopatia dilatativa e in passato miocardiopatia congestizia) è una condizione patologica del cuore che si manifesta con la dilatazione ventricolare e la compromissione della funzione sistolica.

## Epidemiologia
Tale cardiomiopatia si riscontra su 5-8 persone su 100 000 individui all'anno ma il numero in realtà dovrebbe essere leggermente superiore perché non tutti i casi vengono segnalati. Colpisce tutte le fasce d'età, con una prevalenza del sesso maschile.

## Eziologia
La cardiomiopatia dilatativa può essere secondaria a diverse condizioni. Negli USA la più comune è la coronaropatia diffusa con conseguente danno ischemico del miocardio.
In altri casi il danno miocardico può derivare da deficit alimentari (beriberi, kwashiorkor), malattie endocrine (diabete mellito, malattie della tiroide, feocromocitoma), agenti infettivi (batteri, rickettsie, virus, protozoi, elminti): un esempio è la miocardiopatia di Chagas.
Anche agenti farmacologici (chemioterapia) o sostanze tossiche, ad esempio l'etanolo (miocardiopatia alcolica) o la cocaina, possono essere responsabili di cardiomiopatia dilatativa.
Nei molti casi in cui non è possibile risalire a una causa evidente si ricade nella definizione di "cardiomiopatia dilatativa idiopatica". Questa forma deriva da alterazioni muscolari intrinseche al muscolo cardiaco, geneticamente determinate (in maniera sporadica o con trasmissione familiare, coinvolgenti il solo muscolo cardiaco o anche altri tessuti muscolari dell'organismo). Diversamente dalla cardiomiopatia ipertrofica i geni coinvolti corrispondono a proteine del citoscheletro e non del sarcomero.
Da recenti studi è emerso che i soggetti che presentano un numero estremamente frequente di extrasistole (molte migliaia al giorno) possono sviluppare una forma di cardiomiopatia dilatativa. In questi casi, riducendo o annullando il numero delle extrasistole (ad esempio tramite ablazione radioelettrica) si assiste, nella totalità dei casi, a una progressiva regressione della cardiomiopatia.

## Profilo clinico
La sintomatologia è variabile. I pazienti possono essere asintomatici o presentare sintomi di insufficienza cardiaca congestizia di diversa gravità. Tali sintomi includono dispnea, ortopnea, cardiopalmo e precordialgie aspecifiche. Nelle fasi tardive si apprezzeranno edemi agli arti inferiori, epatomegalia e altri sintomi di scompenso cardiaco destro.
All’esame morfologico si apprezza dilatazione delle quattro camere cardiache. Spesso la dilatazione interessa principalmente il ventricolo sinistro, ma nelle fasi tardive della malattia anche il ventricolo destro viene inevitabilmente coinvolto; ciò porta di conseguenza ad uno stato di scompenso cardiaco globale. Gli spessori parietali possono essere aumentati, nella norma o diminuiti. La presenza di pareti con spessori ridotti è un fattore prognostico sfavorevole, mentre l’ispessimento delle pareti svolgerebbe un ruolo compensatorio, volto a ridurre lo stress parietale. L’apparato valvolare è in genere normale, benché la dilatazione delle camere causi una dilatazione dell’anulus con conseguente instaurazione di insufficienze valvolari a carico della tricuspide e/o della mitrale. Si possono apprezzare trombi murali, specialmente in area apicale, che possono causare un’embolia sistemica; di conseguenza aumenta il rischio di ictus e di infarti mesenterici. La contrattilità ventricolare è ridotta. Ciò permette l’instaurarsi di una disfunzione sistolica. Le arterie coronarie in genere sono normali. Dato che la cardiopatia ischemica si manifesta come una cardiomiopatia dilatativa la coronarografia permette di fare diagnosi differenziale tra le due patologie. L’interessamento preferenziale del ventricolo destro deve far sospettare la displasia aritmogena del ventricolo destro. All’esame istologico si avrà ipertrofia miocitaria con fibrosi interstiziale di grado variabile. I pazienti affetti da cardiomiopatia dilatativa possono presentare infarti miocardici senza però una cicatrice ben definita a causa della marcata fibrosi miocardica.

## Esami
Esistono vari esami, tutti utili per comprendere meglio sia il danno, sia eventuali altri danni collaterali.
- Radiografia del torace, attraverso la quale si osservano gli eventuali versamenti pleurici e le linee di Kerley B e un aumento dell'ombra cardiaca solitamente indicata come un aumentato rapporto cardio-toracico.
- Elettrocardiogramma, dove si possono riscontrare diverse alterazioni tra cui scarsa progressione dell’onda R nelle derivazioni precordiali, alterazioni della ripolarizzazione ed eventuali aritmie (la più comune risulta la fibrillazione atriale).
- Ecocardiografia, con tale esame si comprende meglio la gravità della dilatazione e la relativa ipocinesia segmentaria del ventricolo sinistro.
- Cateterismo cardiaco, che risulta utile per la valutazione delle pressioni telesistolica e telediastolica, nonché la pressione atriale sinistra.
- Risonanza magnetica nucleare cardiaca, che fornisce dati sia sulla performance ventricolare sinistra che, con l'uso del gadolinio, sull'anatomia del miocardio.

## Prognosi
La prognosi è caratterizzata da progressivo deterioramento, che a seconda dell'eziologia può essere più o meno reversibile, almeno nelle forme iniziali (come secondario ad alcool e cocaina). Molto spesso si giunge al trapianto cardiaco.

## Terapia
Il trattamento è mirato all'insufficienza cardiaca.
Il trattamento base consiste nella somministrazione di diuretici, inibitori dell'enzima di conversione dell'angiotensina, sartani e bloccanti dei recettori betaadrenergici.
Nei casi di cardiopatia dilatativa da valvulopatia aortica / mitralica, eseguendo la sostituzione valvolare prima dell'irreversibilità della cardiopatia, si assiste spesso ad una riduzione dei diametri e dei volumi del cuore, ed a un aumento della frazione di eiezione.
Il trapianto cardiaco si impone nei casi più gravi per salvare la vita alla persona. Un dispositivo intracardiaco per la terapia di risincronizzazione dell'attività elettrica del cuore (ICD - CRT) può essere impiantato per risolvere l'aritmia secondaria alla cardiomiopatia e/o per accompagnare il paziente durante l'attesa del trapianto cardiaco.